# Уметност у Италији
Уметност у Италији обухвата уметничка дела настала од праисторије па до данас. Италија је била центар и жариште многих праваца европске уметности (видети ренесанса). У антици захваљујући свом положају у центру Медитерана, у Италији се преплићу културни утицаји из различитих подручја. Ти претежно грчки и хеленистички утицаји стапају се са аутохтоним ликовним изразима Италије и стварају оригиналну римску уметност, која ипак није достигла уметничке висине класичне грчке уметности.
У средњем веку и у Италији настају бројна уметничка дела са хришћанском тематиком. Највише уметнички домети уметници из Италије су досегли током ренесансе. Каснији заступљени стилови су маниризам, барок и рококо. Футуризам се развио у Италији у 20. веку. 

## Праисторија
У Италији постоје бројни праисторијски локалитети али у онима из најранијег периода нису пронађене творевине које би се могле сврстати у уметничка дела. Уметнички прикази пронађени су на предметима из млађег палеолита. На налазиштима Балзи Роси (италијански Balzi Rossi), Арене Кандиде (италијански Arene Candide), Тронки ди Авезано (италијански Tronci di Aveyyano) и у пећинама Нискеми Полесини (код Рима) пронађени су предмети на којима су приказане животиње слично онима у пећинама у Шпанији и јужној Француској. На зидовима пећина Адаура код Палерма и Романели код Отранта откривени су цртежи животиња. Цртежи из Адаура умногоме се разликују од цртежа франко-кантаберијских а имају доста сличности са цртежима у северној Африци па неки археолози издвајају посебну медитеранску групу уметности млађег палеолита и по њиховом мишљењу управо у Италији је један од центара ове уметности. Из овог периода су и палеолитске Венере из налазишта Балци Роси (италијански Balzi Rossi) (у Лигурији). Материјала из мезозоика нађено је само на неколико локалитета док су много бројнија налазишта из неолита. Уметност најраније фазе неолита карактерише такозвана импресо-керамика са једноставним, грубим орнаментима. У каснијем неолиту и енеолиту шире се у Италији културе које су нам познате по, између осталог, обојеној керамици са линеарним орнаментима изведеним црвеном бојом на жућкастој подлози (култура Риполи, налазиште Риполи, острво Капри). У налазиштима јужне Италије (Матера, Молфета, Мегара Хиблеја и др) пронађена је обојена керамика са орнаментима рађеним у кривуљама. 
У бронзано доба у Италији су се прошириле бројне културе. У севорној Италији наставља се развој насеља сојеница, док на Сицилији у то доба цвета други период Сикулске културе (први период припада енеолиту) на коју снажно утиче егејски културни круг. На Сардинији се јавља посебан тип мегалитичких грађевина, нураге (nuraghe) сконцентрисане нарочито на западном делу острва. Верује се да су ове зграде служиле као утврде и стамбене зграде док су мање зграде коришћене као гробови где је пронађен већи број бронзаних фигурица. Из бронзаног доба, изгледа потичу и шематизирани прикази људи, животиња и сцене из свакодневног живота на стенама на отвореном у северној Италији (Коле ди Тенда, Орко Фолињо, Фонтаналба). У гвоздено доба врхунац достиже израда бронзане пластике. На Сицилији је јак грчки утицај. У Агриђенту су откопани остаци великог предгрчког храма. Ликовне уметности северне Италије овог доба слабо су познате. Од свих култура из овог периода најпознатија је етрурска.

## Грчке колоније
Током гвозденог доба у Италију продире утицај грчке култура коју доносе грчки колонисти, највише у Сицилију и јужну Италију. Грци су током колонизације основали низ градова а у многима од њих сачувани су остаци монументалних храмова. Ту је израђен и велики број статуа (Деметра из Таранта, Аполон из Геле), рељефа (метопе из Селинунта) и друго. Бројни су налази керамичких осликаних ваза. У IV и III веку п. н. е. уметност у јужноиталским грчким градовима опада. Истовремено у централној Италији јача Римска држава која ће ускоро завладати целим полуострвом.

## Римска уметност

### Доба републике
Уметнички предмети настали у периоду од VII до IV века п. н. е. сачувани су у Риму и у Лацију (Капитолска вучица, Јупитеров храм на Капитолу, Маниос-фибула итд). Ова дела су под јаким утицајем етрурске уметности. Тек у току III а нарочито почетком II века развија се у Риму, под све јачим утицајем грчке уметности с југа, а на бази ликовних концепција аутохтоног италског становништва уметност у којој се манифестују одређени елементи оригиналности. Та је оригиналност посебно наглашена у портрету који је, за разлику од етрурског и грчког, натуралистички у стилу приказивања. Римски рељеф републиканског доба разликује се од грчког по томе што је редовно виши и рађен у неколико планова; призори углавном приказују историјске догађаје. Мало је сачувано сликарских дела из овога периода али оно што је сачувано говори о тежњи ка реалном приказу и смислу за перспективу. Одлучујућу улогу у формирању римских ликовних уметности има и чињеница да су баш у II веку п. н. е. војсковође почеле доносити из грчке различита уметничка дела. Многи грчки уметници такође долазе у Рим где настављају своју делатност. Најважнији међу њима били су Пазител из Велике Грчке (види Magna Graecia) Аркезилај из Кирене (творац кипа Венес Генетрикс (Venus Genetrix) који је 46 године п. н. е. постављен у Цезаровом храму богиње Венере). Грчки уметници и уметничка дела донели су продор различитих стилских елемената грчке уметности у римску средину. 

### Царско доба до Флавијеваца
У прво време царства, у доба Августа, почиње интензиван развој римске уметности. Рим је украшаван великим архетектонским објектима а аквадукти, храмови, амфитеатри и други објекти граде се у свим градовима Италије. Велики процват доживљавају сликарство, кипарство, мозаик и глиптика (најпознатији мајстор Диоскурид из Киликије). Од сликарских деле сачувана су дела у Помпеји и Херкуланеуму. Ликовне уметности Августовог доба имају одлике грчке класичне уметности а реалистични приказ се напушта осим код израде ситне пластике. И у Августиново доба и у време његовог наследника Тиберија у уметности је изражена тежња ка монументалности и у архитектури и у вајарству. Од око средине I века а нарочито касније у доба Флавијеваца уметност се враћа старим преавгустовским традицијама обогаћеним тековинама класичног периода. У сликарству се афирмише Четврти помпејски стил који значи враћање на илузионизам и перспективу Другог стила (I век пне). Та нова оријентација у ликовним уметностима врхунац достиже у Флавијевском стилу за време владавине Веспазијана, Тита и Домицијана (друга половина I века пне) и касније за време цара Трајана. 

## Касна Антика
Од времена владања флавијевске династије постаје утицај истока на јавни живот у Риму све очитији а с тим у вези и уметнист тежи све већој раскоши како у формату, тако и у материјалу и изради. 

### Архитектура
Флавијевци, Антонини и Севери настављају са великим градњама јавних објеката. После пожара за време Нерона, Комода (191. године) и Карина (283. година). Рим знатно мења свој изглед. Након изградње бројних царских форума уследила је изградња најбогатијег Трајановог форума који је био главно дело најславнијег римског градитеља Аполодора из Дамаска. Током Трајанове владавине довршене су и Домицијанове терме. По узору на њих изграђене су касније Каракалине а након њих и Диоклецијанове терме. Од зграда намењеним извођењу такмичења и гладијаторских борби најчувенији је флавијевски амфитеатар односно Колосеум назван по уништеном оближњем Колосу, кипу цара Нерона који је био висок 34 метра. Од осталих споменика до данас је сачуван Пантеон обновљен у време цара Хадријана-типичан пример античке римске грађевине покривене куполом. Сачувано је и неколико базилика: Базилика Улпиа на Трајановом форуму и Максенцијева (Константинова)-базилика која представља истакнути објекат прекривен сводовима. Сачувани су и бројни обеликси и славолуци. Најчувенији је Трајанов стуб са спиралним рељефним украсима који приказује цареве борбе са Дачанима и стуб Марка Аурелија који приказује борбе са Маркоманима као и славолуци Септимија Севера и Константина.

### Скулптура
Најоригиналнији израз постигнут је у портретној пластици код које се јасно уочавају два раздобља: време Флавијеваца и Антонина те доба које почиње са Септимијем Севером а завршава се пропашћу Западног римског царства. Од Веспазијана до Комода уметност израде портрета достже техничку виртуозност али изглед мушкараца се феминизира. У наредном раздобљу више пута долази до оживљавања римског натурализма. Заступљени су и омиљени велики портретни кипови (на пример Колос из Барлете). Јавља ју се и зачеци спиритуаности који је карактеристика касније, ранохришћанске, уметности. 

### Сликарство
За старије римско сликарство постоји значајан број сачуваних дела из Помпеје. Касније антика није нарочито добро позната због недосттка сачуваних дела. Но и поред тога се може видети да у флавијевском сликарству преовладава сакрална тематика са алегоријском фигурама и приказима који готово без изузетка алудирају на загробни живот. Сакралне теме су још увек честе али се јављају и декорације које опонашају такозвани Други помпејски стил (стена рашчлањена архитектонским елементима, пружа илузију видика на пејзаже, палате, вртове море...). О све јачем утицају оријента сведочи и чињеница да су од доба Флавијеваца све чешћи мозаици. Бројна изузетна дела су вероватно имитације хеленистичких слика или мозаика. Међу последњим уметнички занимљивим делима су мозаици у Каракалиним термама из III века и мозаици који украшавају базилику Јунија Баса која многим својим карактеристикама наговештавају византијско сликарство.

## Старохришћанска уметност
Почеци хришћанске уметности готово су без изузетка везани за подземна гробља, катакомбе. У Риму су најпознатије и у уметничком смислу најраскошније Прискилине катакомбе уз Via Salaria Nuova у којој се налази и капела са једним од првих прказа Богородице са дететом. О хронологији слика у катакомбама постоје несугласице. У најстарије се убрајају оне слике које подсећају на Четври помпејски стил (у катакомбама св Домитиле, друга половина II века). Типични хришћански мотиви јављају се почетком III века на пример у Претекстатовим катакомбама у и крипти Луцине у Калистовим катакомбама. Значајни су мотиви хрушћански симболи: риба, јагње, слова алфа и омега, пастир и слично. 

### Архитектура
Легализацијом хришћанства настају и раскошнија уметничка дела у свим областима па и архитектури. Уобичајна архитектонска врста је базилика. Најзначајнија базилика је стара Петрова црква након које се гради читав низ сличних грађевина у Риму: Сан Ђовани ин Латерано (око 335. године), Сан Клементе- доња црква (368-399) и друге. Међу боље сачуваним базиликама истичу се Санта Марија Мађоре (352-356. или 432-440. године) и Санта Сабина (422-432. година).

### Скулптура
Старохришћанску пластику представља углавном украс саркофага. Саркофази рађени за катакомбе настали су готово без изузетка током III и IV века и у општим карактеристикама одговарају општем развоју касноримске пластике. Такозвани александријски тип често приказују сеоске и пастирске мотиве. Ликови су правилно пропорционални и вешто моделирани. Крајем III века и у Константиново доба шири се такозвани малоазијско-антиохијски стил: призори су углавном из Библије и нижу се у непрекидном фризу. 

## Византијска уметност у Италији
Утицај Византије у Италије је изражен почев од средине петог века а ови утицаји до изражаја долазе у две најзначајније грађевине из овог периода: у Баптистерију правоверних (Крстионици), сант Ђовани ин Фонте и у тзв. Маузолеју Гале Плацидије. Још су значајније грађавине из VI века када је за Теодорика саграђена базилика Свете Аполинаре Нуово (Sainte Apollinare Nuovo) а нарочито након Теодорикове смрти када је за Јустинијана и надбискупа Максимилијана крај Равене саграђена базилика Свете Аполинаре ин Класе (Sainte Apollinare in Classe). Централна грађевина је Сан Витале саграђена између 526 – 547. године. Грађевине из шестог века имају много изразитија византијска обележја од оних саграђених у петом веку. 
Скулптура у овом периоду била је ограничена на ситну пластику. Истичу се украшени капители. Техника резбарења у камену имала је утицај и на израду мермерних плоча које су на овај начин претваране у филигрански орнамент. 
Што се сликарства тиче изразити византијски карактер имају само мозаици у Равени из шестог века. Многе мозике из овог периода широм Италије израђивали су грчки мајстори. Утицај византије на сликарство на територији Италије било је изражено све до романичког периода.

## Предроманичко раздобље од VIII до X

### Архитектура
Из овог раздобља сачувано је мало архитектонских дела. Свети Бенедето у Малес Веноста у близини Болцана (рани 9. век) пример је једноставне цркве са три апсиде на источној страни видљиве само у унутрашњости. Архитектонски наглашен западни део има бенедикстанска црква У Фарфи, северно од Рима. Света Праседе у Риму је тробродна базилика са основом у облику латинског крста. Најранија појава бачвастог свода у Италији јавља се код цркве Темпијето лангобардо (италијански Tempietto langobardo) у Чедаду (италијански Cividade). 